# Santiago Olivera
Santiago Olivera (ur. 7 stycznia 1959 w Buenos Aires) – argentyński duchowny katolicki, biskup polowy Argentyny od 2017.

## Życiorys

### Prezbiterat
Święcenia kapłańskie otrzymał 18 września 1984 i został inkardynowany do diecezji Morón. Był m.in. ojcem duchownym diecezjalnego seminarium, delegatem biskupim ds. liturgii, kanclerzem kurii, a także prowikariuszem i wikariuszem generalnym diecezji.

### Episkopat
24 czerwca 2008 papież Benedykt XVI mianował go biskupem diecezji Cruz del Eje. Sakry biskupiej udzielił mu 18 sierpnia 2008 emerytowany biskup Morón – Justo Oscar Laguna.
28 marca 2017 papież Franciszek mianował go biskupem polowym Argentyny.